# NGC 3262
NGC 3262 في الفهرس العام الجديد، هي مجرة، تقع في كوكبة الشراع. اكتشفت في 12 مايو 1834 بواسطة جون هيرشل.

## روابط خارجية
- NGC 3262 على موقع ويكي سكاي: DSS2, SDSS, GALEX, IRAS, Hydrogen α, X-Ray, Astrophoto, Sky Map, Articles and images